# Ана Остроумова Лебедева
Ана Петровна Остроумова Лебедева (рус. Анна Петровна Остроумова-Лебедева; Санкт Петербург, 17. мај 1871 — Лењинград, 5. мај 1955) била је руска и совјетска уметница и сликарка. Најпознатије је по акварелима. Била је и један од пионира технике дубореза у Русији.

## Биографија
Рођена је као Ана Остроумова у Санкт Петербургу. Она се 1905. удала се за хемичара Сергеја Лебедева.
Студирала је сликарство на Штиглиц школи техничког цртања, а потом и на Империјалној академији уметности код Иље Рјепина. Академија је почела да прима жене тек 1892. године, а Остроумова је била једна од првих студенткиња. Током 1898. и 1899. студирала је у Паризу на Académie Colarossiи, а такође се образовала код сликара Џејмса Макнила Вислера на Академији Кармен. Она је 1900. дипломирала на академији, где се специјализовала за графику, а исте године се придружила уметничкој групи Мир искуства у Санкт Петербургу. Године 1901. произвела је прву серију дрвореза са градским пејзажима Санкт Петербурга, коју је наручио Сергеј Дјагиљев.
Током 1900−1910-их много је путовала по Европи и такође је радила као илустратор књига.
Од 1934. радила је као професор у Лењинградском институту за сликарство, архитектуру и вајарство. Остроумова Лебедева је преживела опсаду Лењинграда, али је нешто после тога ослепела. Умрла је 1955. године у Лењинграду.
Главна тема њених графичких радова, и дубореза и акварела, били су градски пејзажи Санкт Петербурга. Такође је била заинтересована за европске градске пејзаже, што је било резултат путовања по Европи.

## Галерија
- Острумова-Лебедева као слово О у Азбуци Мира искуства Мстислава Добужинског
- Вила Боргезе, 1904.
- Два острва и бреза, 1908.
- У Финској, 1910.